# Aventura de la „Fagii de Aramă”
Aventura de la „Fagii de Aramă” (în engleză The Adventure of the Copper Beeches) este una dintre cele 56 povestiri scurte cu Sherlock Holmes ale lui Sir Arthur Conan Doyle și a douăsprezecea povestire din volumul Aventurile lui Sherlock Holmes.
Ea a fost publicată în revista Strand Magazine din iunie 1892, cu ilustrații de Sidney Paget, apoi în volumul "Aventurile lui Sherlock Holmes" (în engleză The Adventures of Sherlock Holmes) editat la 14 octombrie 1892 de George Newnes Ltd din Anglia. 

## Rezumat

### Misterul inițial

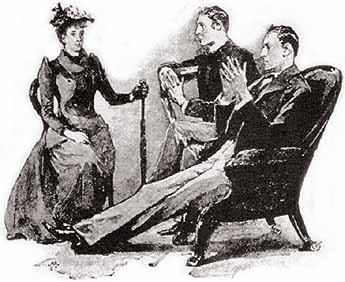
Violet Hunter consultându-l pe Holmes.

Domnișoara Violet Hunter îl vizitează pe Holmes, întrebându-l dacă să accepte sau nu o slujbă de guvernantă; această slujbă presupunea câteva condiții foarte ciudate. Ei îi fusese oferit un salariu anual foarte mare, mai întâi de 100 de lire, iar apoi unul majorat la 120 lire, dar i s-a pus condiția să-și taie foarte scurt părul. Aceasta era doar una dintre condițiile ciudate care i s-au pus. Angajatorul Jephro Rucastle părea să fie o persoană destul de amabilă, dar domnișoara Hunter avea unele suspiciuni. 
Ea îl anunță pe Holmes, după ce i se propusese un salariu mărit, că va accepta slujba, iar Holmes îi sugerează domnișoarei Hunter să-i trimită o telegramă, dacă va avea nevoie de ajutor. Casa familiei Rucastle se afla în Hampshire și era denumită "Fagii de Aramă".
După două săptămâni, Holmes primește un astfel de mesaj, în care era rugat să vină la  Winchester și să o vadă. Domnișoara Hunter le spune una dintre cele mai rare povestiri pe care le auziseră vreodată. Domnul Rucastle îi cerea uneori să poarte o rochie de culoare albastru electric și să stea în camera de zi cu spatele la fereastră. El îi povestea o serie de întâmplări amuzante care o făceau pe domnișoara Hunter să râdă. Fata a fost uimită de faptul că doamna Rucastle nu numai că nu râdea, dar nici măcar nu zâmbea. Neștiind ce se întâmpla în spatele ei, a ascuns un ciob de oglindă în batistă și a văzut că un om stătea în picioare lângă gard și se uita la ea. 
Gospodăria avea și alte lucruri neplăcute. Copilul soților Rucastle, în vârstă de șase ani, de care trebuia să aibă grijă guvernantă, era foarte crud cu animalele mici. Servitorii, domnul și doamna Toller, sunt un cuplu foarte acru și puțin vorbăreț. Un mastif mare se afla pe proprietate și era ținut întotdeauna flămând. Acesta era lăsat liber în timpul nopții, iar domnișoara Hunter a fost avertizată să nu iasă din casă după căderea întunericului. Numai Toller, care era mai mereu beat, era singura persoană care avea control asupra câinelui.
Într-una din zile, domnișoara Hunter a găsit într-un sertar blocat o șuviță de păr pe care l-a presupus a fi al ei. Cu toate acestea, la verificarea bagajelor și-a găsit propria șuviță, constatând astfel că cele două șuvițe erau practic identice. 
Guvernanta este intrigată de faptul că vila avea o aripă misterioasă. Domnișoara Hunter a observat că o parte a casei părea să nu fie folosită. Ferestrele erau murdare sau acoperite cu obloane, iar odată l-a văzut pe domnul Rucastle ieșind foarte nervos de pe ușa care dădea în aripa nelocuită a casei. Mai târziu, el îi explică fetei că folosea acele camere pe post de cameră obscură pentru hobbyul său, fotografiatul, dar domnișoara Hunter nu era convinsă că spune adevărul. 
Într-o zi, Toller, fiind beat, a uitat cheia în ușa care ducea în aripa misterioasă. Domnișoara Hunter s-a strecurat înăuntru, a găsit un loc înspăimântător și, deși nu a descoperit nimic, a intrat în panică și a fugit drept în brațele domnului Rucastle, care o aștepta. Domnul Rucastle nu i-a făcut niciun reproș, dar expresia sa s-a schimbat imediat din una de calm în una de furie. Fata a fost înfricoșată de faptul că Rucastle părea să aibă o dublă personalitate. 

### Rezolvare

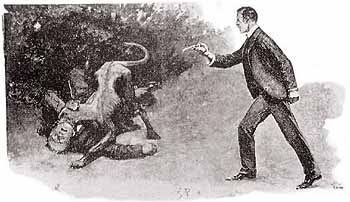
Watson salvându-l pe Rucastle din colţii mastifului

Speriată, domnișoara Hunter i-a chemat pe Holmes și pe doctorul Watson pentru a investiga acest mister. Cu ajutorul detectivului, s-a aflat că cineva era ținut prizonier într-o cameră din aripa interzisă. Scopul angajării domnișoarei Hunter a devenit clar: prezența ei era de a-l convinge pe omul care se uita de peste gard că fiica lui Rucastle, Alice, pe care domnișoara Hunter nu o cunoscuse și cu care semăna, nu mai era interesată să-l vadă.
Holmes, Watson și domnișoara Hunter găsesc goală camera secretă a domnișoarei Rucastle; Rucastle a crezut că cei trei au ajutat-o pe fiica sa să fugă și merge să dea drumul mastifului. Câinele fusese ținut flămând o perioadă mai lungă decât de obicei și îl atacă imediat pe Rucastle. Watson împușcă mastiful cu revolverul său. Ulterior, doamna Toller a confirmat teoria lui Holmes despre fiica lui Rucastle și a dezvăluit celor trei că Alice era moștenitoarea unei rente anuale lăsate ei prin testamentul mamei sale; Rucastle a încercat să-și forțeze fiica să semneze trecerea averii sale în administrarea lui ceea ce determină îmbolnăvirea  de meningită a lui Alice; atunci, i-a fost tăiat părul. Rucastle a încercat să o țină departe pe Alice de logodnicul ei, încuind-o într-o cameră din aripa misterioasă și angajând-o pe domnișoara Hunter pentru a ține locul fetei sale.
Fiica lui Rucastle fuge cu logodnicul ei și se căsătoresc la scurtă vreme. Watson notează la sfârșitul povestirii că, spre dezamăgirea sa, Holmes nu mai arată niciun interes pentru domnișoara Hunter după ce misterul a fost rezolvat. Rucastle supraviețuiește și rămâne invalid, fiind ținut în viață doar de devotamentul celei de-a doua soții. Domnișoara Hunter va deveni mai târziu directoarea unei școli de fete din Walsall.

## Personaje
- Sherlock Holmes
- doctorul Watson
- Violet Hunter - guvernantă în casa familiei Rucastle
- Jephro Rucastle - stăpânul casei "Fagii de aramă"; este văduv și recăsătorit a doua oară
- Doamna Rucastle - cea de-a doua soție a lui Jephro Rucastle; este mult mai tânără decât soțul ei
- Domnul și doamna Toller - soț și soție, servitori în casa familiei Rucastle

## Adaptări teatrale și cinematografice
O primă adaptare pentru film a acestei povestiri a avut loc în anul 1912. Filmul britanic The Copper Beeches (1912) a avut o durată de 25 minute; filmul a fost mut și în alb-negru. Actorul Georges Tréville a jucat în rolul lui Holmes, dar dr. Watson nu a apărut în acest film. Aceasta a fost una din cele opt adaptări cinematografice cu Sherlock Holmes produse de compania French Eclair în Marea Britanie cu Georges Tréville în rolul celebrului detectiv și a cărei producție a fost supervizată de însuși Arthur Conan-Doyle. 
În anul 1921 a fost realizat un nou film britanic, The Copper Beeches, cu Eille Norwood în rolul principal. Și acest film a fost alb-negru și mut.
Povestirea "Aventura de la „Fagii de Aramă”" a fost adaptată în 1965 pentru un episod (episodul 3) al serialului TV Sherlock Holmes cu actorii Douglas Wilmer și Nigel Stock. 
O nouă adaptare a fost realizată în 1968 pentru un episod (episodul 6) al serialului german de televiziune Sherlock Holmes (realizat de Westdeutscher Rundfunk Köln) cu actorii Erich Schellow (Sherlock Holmes) și Paul Edwin Roth (dr. Watson). 
Versiunea realizată de Granada TV în august 1985, cu Jeremy Brett în rolul lui Sherlock Holmes și David Burke în rolul dr. Watson, este destul de fidelă originalului, cu excepția faptului că vila unde se petrece acțiunea nu este înconjurată de fagi de aramă, domnul Rucastle menționând că aceștia s-au uscat. În acest episod joacă și actori renumiți ca Natasha Richardson (în rolul domnișoarei Hunter) și Joss Ackland (în rolul domnului Rucastle). 

## În alte lucrări
În Sherlock Holmes's War of the Worlds, Violet Hunter devine cea de-a doua soție a doctorului Watson, menționată în Un client ilustru și Aventura soldatului alb ca varul. Hunter a spus că se căsătorise cu primul soț pe vaporul HMS Thunder Child.

## Traduceri în limba română
- Aventura de la „Fagii de Aramă” - în volumul "Aventurile lui Sherlock Holmes. Vol I" (Colecția Adevărul, București, 2010) - traducere de Luiza Ciocșirescu
- Aventura de la „Fagii de Aramă” - în volumul "Aventurile lui Sherlock Holmes. Vol I" (Colecția Adevărul, București, 2011) - traducere de Luiza Ciocșirescu